# Castet
 Castet  (en occitano Castèth) es una población y comuna francesa, en la región de Aquitania, departamento de Pirineos Atlánticos, en el distrito de Oloron-Sainte-Marie y cantón de Arudy.

## Demografía
| 335 | 278 | 335 | 381 | 411 | 428 | 434 | 429 | 410 | 395 | 387 | 405 | 395 | 413 | 405 | 363 | 351 | 358 | 365 | 362 | 302 | 295 | 288 | 283 | 254 | 263 | 255 | 241 | 189 | 189 | 157 | 155 | 159 |
| Para los censos de 1962 a 1999 la población legal corresponde a la población sin duplicidades (Fuente: INSEE [Consultar]) |     |     |     |     |     |     |     |     |     |     |     |     |     |     |     |     |     |     |     |     |     |     |     |     |     |     |     |     |     |     |     |     |

## Economía
La principal actividad es la agrícola y ganadera.